# Sybra preapicefuscofasciata
Sybra preapicefuscofasciata là một loài bọ cánh cứng trong họ Cerambycidae.